# Villadose
Villadose es una localidad y comune italiana de la provincia de Rovigo, región de Véneto, con 5.274 habitantes.

## Evolución demográfica
| Gráfica de evolución demográfica de Villadose entre 1861 y 2001 |
|                                                                 |
| Fuente ISTAT - elaboración gráfica de Wikipedia                 |